# Экзотический атом
Экзоти́ческий а́том — электромагнитно связанная атомоподобная квантовомеханическая система, в которой один (или несколько) из электронов заменён другой отрицательно заряженной частицей, либо роль ядра выполняет положительно заряженная частица.
Экзотические атомы являются короткоживущими вследствие как распада входящих в их состав частиц, так и их взаимодействия друг с другом.
При этом для экзотических атомов в ряде случаев удаётся зарегистрировать и изучить химические свойства.

## Примеры
Некоторые из описанных здесь атомов получены экспериментально и изучены их свойства, например оптические спектры излучения, некоторые только предсказаны.
- Мюоний (система из положительно заряженного мюона и электрона, μ+e−).
- Нейтроний, «атом» без электронной оболочки с незаряженным ядром. Экспериментально был получен лишь один изотоп (см. свободный нейтрон).
  - Предполагается возможность существования изотопов с массовыми числами 2, 4 и 8 (динейтрон, тетранейтрон и октанейтрон соответственно).
- Позитроний (пара электрон-позитрон, e+e−).
  - Теоретически предсказан, но ещё не получен димюоний (пара μ+ и μ−)[1]
- Мюонные атомы — атомы, в которых один или несколько электронов {\displaystyle e^{-}} в электронной оболочке заменены на отрицательно заряженные мюоны {\displaystyle \mu ^{-}}

Пример мюонного атома. В электронной оболочке водорода-4,1 у ядра гелия находятся отрицательный мюон и электрон. Так как масса мюона примерно в 10 раз меньше массы нуклона, можно считать, что это тяжёлый изотоп водорода с массовым числом 4,1. Мюон находится вблизи ядра, поэтому электронная оболочка, на которой находится один электрон, схожа с электронной оболочкой атома водорода и имеет схожие свойства.

В мюонном атоме с одним мюоном (ранее назывался мезонным атомом, что некорректно, поскольку мюоны не являются мезонами) электрон заменен мюоном, который, как и электрон, является лептоном. Поскольку лептоны не принимают участие в сильных взаимодействиях а только в слабых, электромагнитных и гравитационных, мюон в мюонном атоме связан с ядром в основном силами электромагнитного взаимодействия. Так как мюон примерно в 200 раз тяжелее электрона, в мюонном атоме орбиты Бора расположены ближе к ядру, чем электроны в обычном атоме, и поправки в энергетические уровни мюонного атома, обусловленные квантовой электродинамикой, более существенны. Таким образом, изучение энергетических уровней мюонных атомов по их оптическим спектрам, а также времени жизни возбуждённых состояний обеспечивает экспериментальную проверку положений квантовой электродинамики.
Возможен термоядерный синтез с использованием мюонных атомов, например мюонного дейтерия, так называемый мюонный катализ, — это одно из применений мезонных атомов.
- Адронные атомы, в которых электрон заменён на отрицательно заряженный мезон или барион:
  - Антипротонные атомы, в частности
    - Протоний — система из протона и антипротона p+p−.

  - Пионные атомы (содержат отрицательно заряженный пи-мезон π−), в частности
    - Пионий — система из положительного и отрицательного пи-мезонов π+π−.

  - Каонные атомы (содержат отрицательно заряженный К-мезон K−).
  - Гиперонные атомы (содержат отрицательно заряженный гиперон, например Σ− или Λ−).